# 平果市
平果市（へいか-し）は中華人民共和国広西チワン族自治区百色市に位置する県級市。

## 行政区画
- 鎮:馬頭鎮、新安鎮、果化鎮、太平鎮、坡造鎮、四塘鎮、旧城鎮、榜圩鎮、鳳梧鎮
- 郷:海城郷、黎明郷、同老郷